# 月亮的距離
《月亮的距離》是太田垣康男创作的日本漫画作品。该作品自2000年开始连载于小学馆的《Big Comic Superior》上，已出版了23卷单行本。该漫画改编为电视动画于2007年在WOWOW播放，分为两季，总共26集。

## 故事概要
《MOONLIGHT MILE》讲述了登山伙伴猿渡吾郎与Lostman在成功登顶珠穆朗玛峰后，因在山顶看到国际空间站而决定进军宇宙的故事。在未来，随着月球上蕴含着丰富的氦-3能源资源，人类开始了对月球的开发。两位主人公通过不同的途径成为了宇航员，逐步参与到月球开发的计划中，并逐渐卷入了涉及宇宙能源争夺的权力斗争中。

## 主要人物
猿渡吾郎
本作的主人公之一，和Lostman是搭档，在登顶珠穆朗玛峰后，两人决定追逐宇宙的梦想。猿渡后来成为了负责月球基地建设的重型机械操作员，以其出色的体力和坚韧的意志力在开发过程中扮演了重要角色。
Lostman
猿渡的伙伴，原美国海军的王牌飞行员。与猿渡不同，Lostman通过加入NASA成为宇航员，逐渐在太空探索领域中掌握了重要地位，并展现出其雄心勃勃的一面。

## 漫画
《MOONLIGHT MILE》自2000年开始在Big Comic Superior连载，至今已出版了23卷单行本。该作品以严谨的科学背景描绘了近未来的太空开发场景，并通过两个性格迥异的主人公展示了人类探索太空的壮丽和残酷。

## 动画
2007年，雲雀工作室制作了《MOONLIGHT MILE》的电视动画，分为两季，分别为《Lift off》和《Touch down》。动画忠实于原作，刻画了人类在太空开发过程中的种种挑战。